# 121-ша піхотна дивізія (Третій Рейх)
121-ша піхотна дивізія (Третій Рейх) (нім. 121. Infanterie-Division) — піхотна дивізія Вермахту на початку Другої світової війни.

## Історія
121-ша піхотна дивізія була сформована 5 жовтня 1940 року в таборі Мюнстер на території Східної Пруссії (1-й військовий округ) під час 11-ї хвилі мобілізації. З'єднання формувалося на базі підрозділів 1-ї піхотної дивізії та 21-ї піхотної дивізії.

## Райони бойових дій
- Німеччина (жовтень 1940 — червень 1941);
- Східний фронт (північний напрямок) (червень 1941 — жовтень 1944)
- Курляндський котел (жовтень 1944 — травень 1945)

## Командування

### Командири
- генерал артилерії Курт Ян (нім. Curt Jahn) (5 жовтня 1940 — 6 травня 1941);
- генерал-лейтенант Отто Лансель (нім. Otto Lancelle) (6 травня — 3 липня 1941)[1];
- генерал артилерії Мартін Вандель (нім. Martin Wandel) (8 липня 1941 — 11 листопада 1942);
- генерал від інфантерії Гельмут Прісс (нім. Hellmuth Prieß) (11 листопада 1942 — березень 1944);
- генерал-майор Ернст Пауер фон Арлау (нім. Ernst Pauer von Arlau) (березень — 1 червня 1944);
- генерал-лейтенант Рудольф Бамлер (нім. Rudolf Bamler) (1 — 27 червня 1944);
- генерал від інфантерії Гельмут Прісс (27 червня — 10 липня 1944);
- генерал від інфантерії Теодор Буссе (нім. Theodore Buße) (10 липня — 1 серпня 1944);
- генерал-лейтенант Вернер Ранк (нім. Werner Ranck) (1 серпня 1944 — 30 квітня 1945);
- генерал-майор Оттомар Гансен (нім. Ottomar Hansen) (30 квітня — 8 травня 1945).

## Нагороджені дивізії
Нагороджені Сертифікатом Пошани Головнокомандувача Сухопутних військ для військових формувань Вермахту
- 1 серпня 1944 — 407-й гренадерський полк за збитий літак противника 6 лютого 1944 (№ 500);

Нагороджені дивізії
|  | Кавалери Нагрудного знаку ближнього бою в золоті                                                           | 10                                    |
|  | Кавалери Золотого Німецького Хреста                                                                        | 95                                    |
|  | Кавалери Лицарського хреста Залізного хреста з Дубовим листям                                              | 1 (№ 624 майор Вернер Густ — 18.10.44 |
|  | Кавалери Лицарського хреста Залізного хреста                                                               | 27                                    |
|  | Кавалери Почесної Відзнаки Сухопутних військ «Почесна застібка на орденську стрічку для Сухопутних військ» | 34                                    |

- Нагороджені Сертифікатом Пошани Головнокомандувача Сухопутних військ (9)